# Pusmulići
Pusmulići su naselje u općini Srebrenica, Republika Srpska, BiH.

## Stanovništvo
Nacionalni sastav stanovništva 1991. godine, bio je sljedeći:
ukupno: 448
- Bošnjaci - 395
- Srbi - 52
- ostali, neopredijeljeni i nepoznato - 1